# Senaud
Senaud ist eine Ortschaft und eine Commune déléguée in der französischen Gemeinde Val-d’Épy mit 51 Einwohnern (Stand: 1. Januar 2019) im Département Jura in der Region Franche-Comté.
Die Gemeinde Senaud wurde am 1. Januar 2016 nach Val d’Épy eingemeindet. Sie gehörte zum Arrondissement Lons-le-Saunier und zum Kanton Saint-Amour.

## Geographie
Senaud liegt in der Landschaft des Revermont, rund 35 Kilometer südwestlich von Lons-le-Saunier, 25 Kilometer nordöstlich von Bourg-en-Bresse und grenzt an das benachbarte Département Ain in der Region Auvergne-Rhône-Alpes. Nachbargemeinden von Senaud waren Nantey im Norden und Osten, Val-d’Épy im Südosten, Coligny im Südwesten und Saint-Jean-d’Étreux im Westen.

### Verkehrsanbindung
Das Gebiet liegt abseits überregionaler Verkehrswege. Einzig die Straße D 184 erschließt das Gebiet.

## Bevölkerungsentwicklung
| Jahr      | 1968 | 1975 | 1982 | 1990 | 1999 | 2009 | 2017 |
| Einwohner | 33   | 35   | 36   | 41   | 39   | 50   | 54   |

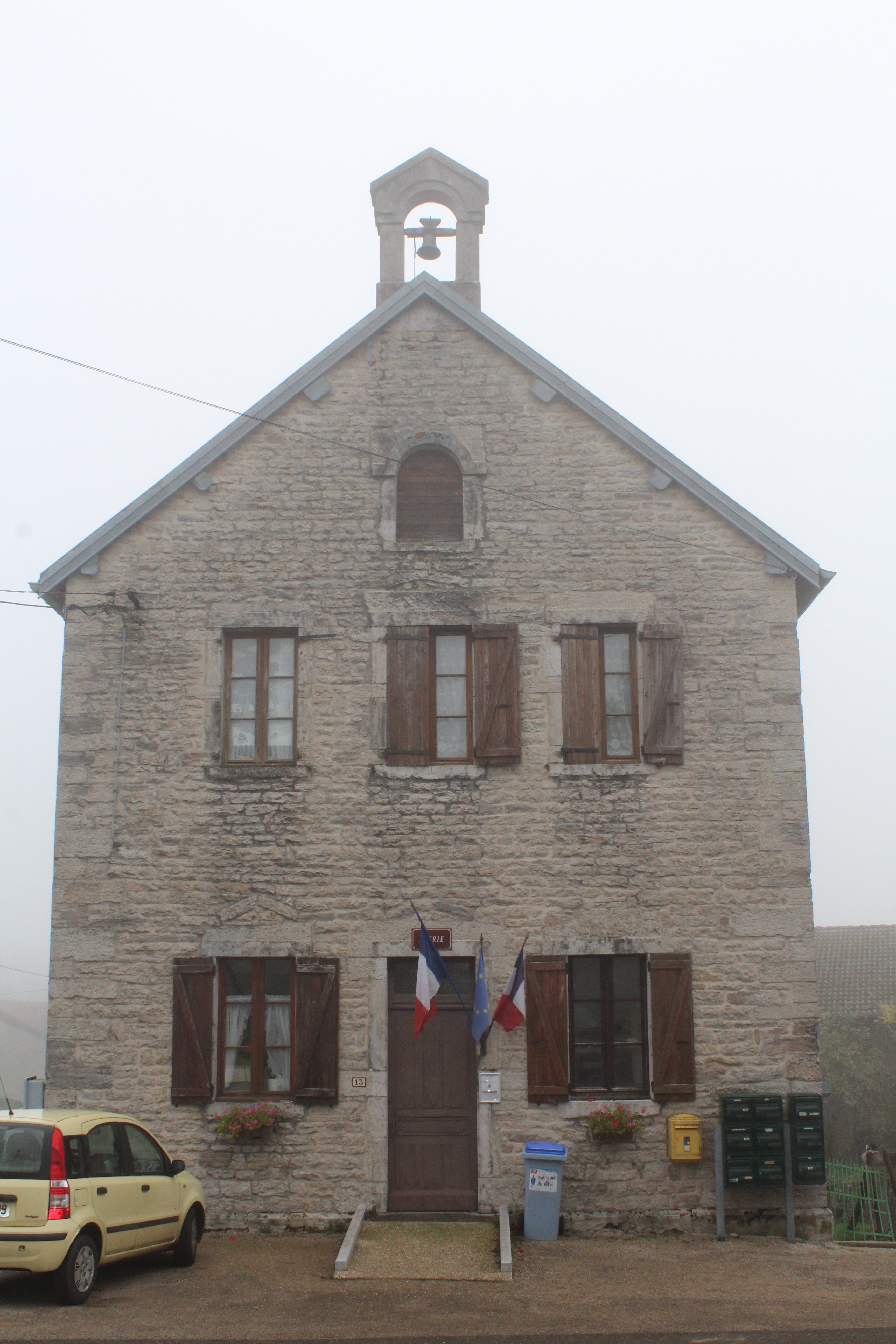
Ehemalige Mairie Senaud